# Tachyphyle assa
Tachyphyle assa là một loài bướm đêm trong họ Geometridae.